# Religiose di Maria Immacolata (missionarie claretiane)
Le religiose di Maria Immacolata, missionarie claretiane (in spagnolo Religiosas de María Inmaculada Misioneras Claretianas), sono un istituto religioso femminile di diritto pontificio: le suore di questa congregazione pospongono al loro nome la sigla R.M.I.

## Storia

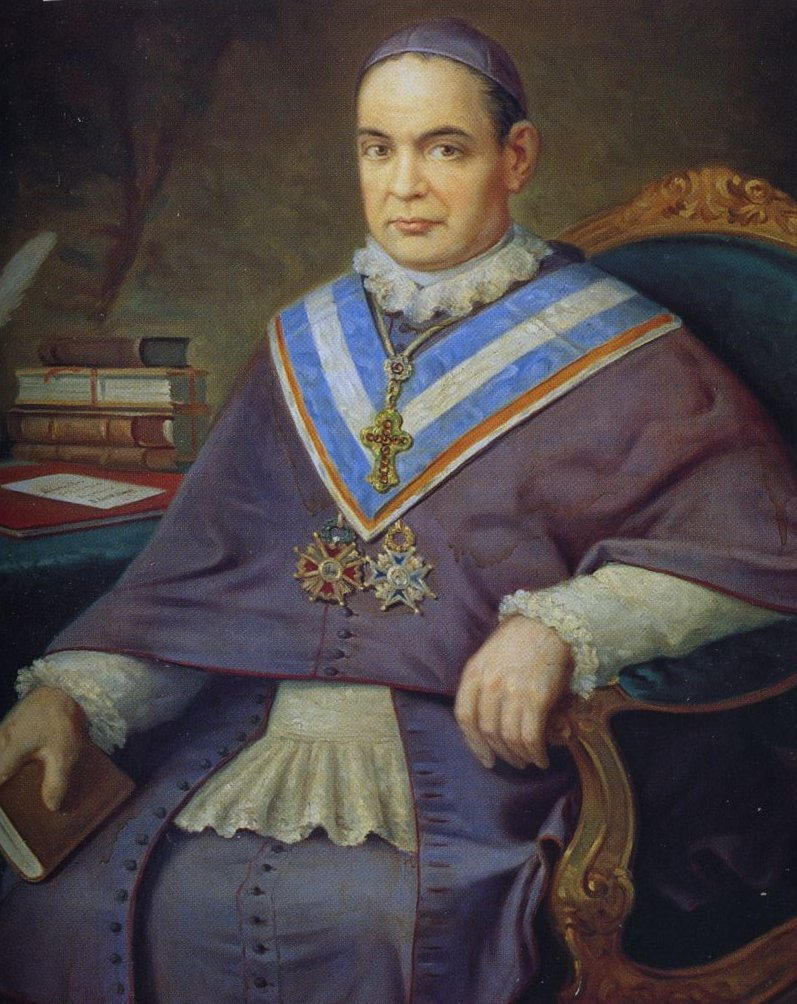
Antonio Maria Claret, fondatore della congregazione

La congregazione venne fondata a Santiago di Cuba da María Antonia París (1813-1885) e Antonio María Claret y Clará (1807-1870) per l'evangelizzazione, negli inizi attraverso l'educazione cristiana della gioventù. Il 27 aprile 1855 ricevette da papa Pio IX un rescritto che l'autorizzava a erigere un monastero di religiose di voti solenni sotto la regola di san Benedetto e il 27 agosto 1855 la París fece la sua professione nelle mani del fondatore: le sue prime nove compagne emisero i loro voti il 3 settembre successivo.
Sorsero presto altri monasteri (cinque solo mentre la fondatrice era in vita). Trattandosi di istituzioni monastiche, tutte autonome, non fu possibile dare un governo centralizzato all'ordine come era nelle intenzioni di Claret: le rappresentanti delle varie case si riunirono nel 1895 e poi nel 1901, ma non trovarono una soluzione. Nel 1914 il claretiano Filippo Moroto, insigne canonista, iniziò a preparare un piano di unificazione e tra il 5 e il 7 ottobre 1919 le religiose celebrarono il capitolo generale (presieduto da Moroto, nominato visitatore apostolico) che approvò l'unione.
Il 24 agosto 1920 la Santa Sede approvò l'unificazione dei monasteri in un'unica congregazione apostolica di religiose di voti semplici e il 4 luglio 1922 ne approvò le costituzioni.

## Attività e diffusione
Le religiose di Maria Immacolata si dedicano all'annuncio della parola di Dio specialmente attraverso l'insegnamento, la catechesi e l'apostolato della stampa, pastorale, sia ai credenti che ai non credenti.
Sono presenti in Europa (Italia, Polonia, Spagna), nelle Americhe  (Argentina, Colombia, Cuba, El Salvador, Honduras, Messico, Panama, Perù, Repubblica Dominicana, Stati Uniti d'America, Venezuela), in Asia (Corea del Sud, Filippine, Giappone, India, Indonesia, Sri Lanka, Timor Est) e in Africa (Camerun, Nigeria, Repubblica Democratica del Congo); la sede generalizia è in via Calandrelli a Roma.
Al 31 dicembre 2008, la congregazione contava 489 religiose in 81 case.